# Kustsandbi
Kustsandbi (Andrena thoracica) är en art i insektsordningen steklar som tillhör överfamiljen bin och familjen grävbin. Det är numera utdött i Sverige.

## Beskrivning
Kustsandbiet är en stor, kraftig art med en kroppslängd mellan 10 och 16 mm. Mellankroppen har tät, rödbrun päls på ryggen, som övergår till långhårigt svart på sidorna. Bakkroppen är glänsande svart. Hanen har dessutom rikligt med vita hår i ansiktet och på clypeus.

## Ekologi
Habitaten utgörs av hedar, gärna vid kuster, sandmarker, torra backlandskap såväl som fuktigare skogsgläntor. I bergslandskap i Kaukasus och Östasien kan arten gå upp till mer än 2 000 m. Den får två generationer per år, med en sammanlagd flygtid från mars till september. Arten är polylektisk, den besöker blommande växter från många olika familjer, som korsblommiga växter, korgblommiga växter, kransblommiga växter, dunörtsväxter, videväxter, flockblommiga växter, ärtväxter, rosväxter, strävbladiga växter och tamariskväxter. 
Hanarna pollinerar även orkidén Ophrys panormitana som tillhör Ofryssläktet, som bland annat flugblomster ingår i. Blommorna hos det släktet ser oftast ut som en stekelhona, och utsänder även en lukt som påminner om den respektive stekelhonans könsferomon. När stekelhanen försöker att kopulera med blomman hjälper han till att sprida dess pollen. För just denna art liknar blomman kustsandbiets hona.
Som alla sandbin gräver arten ut bona underjordiskt, och larvcellerna provianteras med pollen varefter honan lägger ett ägg i varje cell. Hos denna art gräver honan sina bogångar i sandjord, ofta på branter med mer eller mindre vertikala sandytor.  Bona kan parasiteras av gökbina gyllengökbi och gullgökbi, som lägger sina ägg i larvcellerna, ett ägg i varje cell. När gökbilarven kläckts, så dödar den först värdägget eller -larven, och lever sedan av den insamlade näringen.

## Utbredning
Arten förekommer över stora delar av Palearktis utom längst i norr. Den finns från Brittiska öarna i väster, över kontinentala Europa, Kaukasien och Centralasien till Afghanistan, Uzbekistan, Tadzjikistan, Kazakstan Kina och Koreahalvön, samt i sydvästra Asien från Turkiet över Israel, Jordanien, Libanon och Syrien till Iran. Arten förekommer också i Nordafrika.
I Sverige är arten utdöd sedan 1950, främst på grund av de sydsvenska sandmarkernas försvinnande. Kustsandbiet förekommer inte i Finland.